# Aby-Warburg-Preis

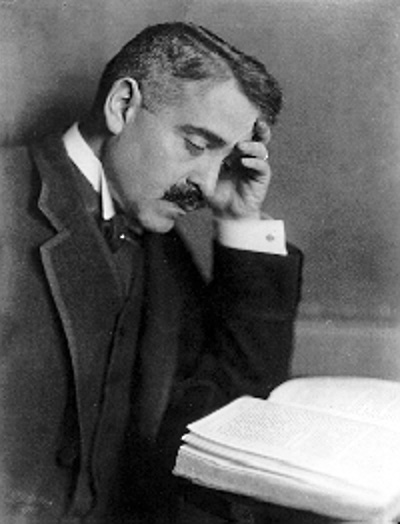
Aby Warburg um 1900

Der Aby-Warburg-Preis (Eigenschreibung: Aby Warburg-Preis; bis 2012 Aby-M.-Warburg-Preis) ist ein Wissenschaftspreis der Freien und Hansestadt Hamburg. Der Preis wurde 1979 vom Senat der Stadt gestiftet und 1981 zum ersten Mal vergeben (für 1980). Er wird für hervorragende Leistungen in den Geistes- und Sozialwissenschaften vergeben. Benannt ist er nach dem in Hamburg geborenen Kunst- und Kulturwissenschaftler Aby Warburg. Der Preis ist mit 25.000 Euro dotiert und wird alle vier Jahre vergeben.
Die Auszeichnung ist nicht zu verwechseln mit dem Wissenschaftspreis der Aby-Warburg-Stiftung, Hamburg, und dem Eric-M.-Warburg-Preis.

## Preisträger
- 1980: Jan Białostocki, Kunsthistoriker
- 1984: Meyer Schapiro, Kunsthistoriker
- 1988: Michael Baxandall, Kunsthistoriker
- 1992: Carlo Ginzburg, Historiker
- 1996: Claude Lévi-Strauss, Ethnologe und Anthropologe
- 2000: Natalie Zemon Davis, Historikerin
- 2004: Horst Bredekamp, Kunsthistoriker
- 2008: Werner Hofmann, Kunsthistoriker
- 2012: Martin Warnke, Kunsthistoriker
- 2016: Sigrid Weigel, Literaturwissenschaftlerin
- 2020: Georges Didi-Huberman, Kunsthistoriker
- 2024: Eva Illouz, Soziologin[2]